# Волга и Сибирь
«Волга и Сибирь» («Ермак Тимофеевич — покоритель Сибири», «Жизнь Ермака Тимофеевича — покорителя Сибири», «Покорение Сибири») — немой художественный короткометражный фильм Василия Гончарова. Экранизация пьесы Василия Гончарова «Понизовая вольница».
Фильм вышел на экраны 1 марта (16 февраля по ст. стилю) 1914 года.
Фильм считается утраченным.

## Сюжет
Фильм иллюстрирует исторический сюжет о походе Ермака Тимофеевича в Сибирь по заданию Ивана Грозного.

## В ролях
- Пётр Лопухин — Ермак
- Пётр Чардынин — Иван Грозный
- Александра Гончарова — ?
- Павел Кнорр — Строганов
- Софья Гославская — княжна[1]

## Оценки
- Софья Гославская относила роль княжны к числу своих творческих удач[1].